# Ludwig Reiber
Ludwig Reiber (* 4. August 1904 in München; † 15. September 1979 ebenda) war ein deutscher Filmarchitekt.
Er besuchte die Kunstakademie München und begann 1923 als Assistent seines Bruders Willy Reiber für den Film zu arbeiten. Reiber war anfangs für die Münchner Emelka tätig und stattete dort auch die beiden Hitchcock-Filme Irrgarten der Leidenschaft und Der Bergadler aus.
Gelegentlich war er auch in Berliner Filmstudios aktiv, seit Anfang 1939 bis Kriegsende jedoch wieder ausschließlich in München. Nach dem Krieg kam Reiber auch bei vier zum Teil in Bayern entstandenen US-Produktionen zum Einsatz, zuletzt im Zirkusmelodram Die große Attraktion mit Esther Williams. Danach stand er noch bis in die 1970er Jahre in den Diensten des Fernsehens. Seine Tochter ist die Fernsehmoderatorin Carolin Reiber.

## Filmografie
- 1925: Irrgarten der Leidenschaft (The Pleasure Garden)
- 1925: Das Abenteuer einer Brautnacht
- 1925: Der Schuß im Pavillon
- 1925: Das Parfüm der Mrs. Worrington
- 1925: Das Geheimnis einer Stunde
- 1926: Der Bergadler (The Mountain Eagle)
- 1926: Unsere Emden
- 1926: Marccos tollste Wette
- 1926: Die kleine Inge und ihre drei Väter
- 1926: Der Jäger von Fall
- 1926: Das Lebenslied
- 1927: Erinnerungen einer Nonne
- 1927: Valencia, du Schönste aller Rosen
- 1927: Sturmflut
- 1927: Mein Heidelberg, ich kann Dich nie vergessen!
- 1927: Hast du geliebt am schönen Rhein
- 1927: Das Geheimnis von Genf
- 1928: Wenn die Schwalben heimwärts ziehn
- 1928: Marquis d’Eon, der Spion der Pompadour
- 1928: Die Hölle von Montmartre
- 1928: Amor auf Ski
- 1928: Hinter Klostermauern
- 1928: Herzen ohne Ziel
- 1928: Ein besserer Herr
- 1929: Waterloo
- 1929: Die keusche Kokotte
- 1929: Wenn der weiße Flieder wieder blüht
- 1929: Spuren im Schnee
- 1929: Links der Isar – rechts der Spree
- 1930: In einer kleinen Konditorei
- 1930: Liebe und Champagner
- 1930: Boykott
- 1931: Der Liebesexpreß
- 1932: Wenn dem Esel zu wohl ist
- 1932: Peter Voß, der Millionendieb
- 1932: Der Feldherrnhügel
- 1932: Ein Mann mit Herz
- 1932: Die Nacht der Versuchung
- 1932: Der Schützenkönig
- 1933: Eine Frau wie Du
- 1933: Der sündige Hof
- 1933: Johannisnacht
- 1933: Die vom Niederrhein
- 1933: Das Tankmädel
- 1933: Die Fahrt ins Grüne
- 1933: Aafa-Seifenblasen I
- 1934: Hanneles Himmelfahrt
- 1934: Jede Frau hat ein Geheimnis
- 1934: Ich heirate meine Frau
- 1935: Glückspilze
- 1935: Lady Windermeres Fächer
- 1936: August der Starke
- 1936: Arzt aus Leidenschaft
- 1936: Das Mädchen Irene
- 1937: Land der Liebe
- 1937: Die gelbe Flagge
- 1937: Das Geheimnis um Betty Bonn
- 1938: Zwischen den Eltern
- 1938: Dreiklang
- 1938: Der Fall Deruga
- 1938/47: Altes Herz geht auf die Reise
- 1939: Drei wunderschöne Tage
- 1939: Wasser für Canitoga
- 1939: Umwege zum Glück
- 1939: Gold in New Frisco
- 1939: Befreite Hände
- 1939: Der Feuerteufel
- 1939: Der ewige Quell
- 1940: Das sündige Dorf
- 1940: Das Fräulein von Barnhelm
- 1941: Das Mädchen von Fanö
- 1941: Der siebente Junge
- 1941: Hauptsache glücklich
- 1941: Kameraden
- 1942: Anuschka
- 1942: Einmal der liebe Herrgott sein
- 1942: Der dunkle Tag
- 1943: Tonelli
- 1943: Peterle
- 1944: Orient-Express
- 1944/50: Die Schuld der Gabriele Rottweil
- 1945: Wo ist Herr Belling?
- 1949: Verspieltes Leben
- 1950: Entscheidung vor Morgengrauen (Decision Before Dawn)
- 1951: Nachts auf den Straßen
- 1952: Mönche, Mädchen und Panduren
- 1952: Illusion in Moll
- 1953: Die Nacht ohne Moral
- 1954: Bildnis einer Unbekannten
- 1955: Ich denke oft an Piroschka
- 1956: Salzburger Geschichten
- 1956: Durch die Wälder, durch die Auen
- 1956: Die fröhliche Wallfahrt
- 1957: Wege zum Ruhm (Paths of Glory)
- 1957: Die Wikinger (The Vikings, nur Ausstattung)
- 1958: Der schwarze Blitz
- 1958: Besuch aus heiterem Himmel
- 1959: Rommel ruft Kairo
- 1960: Die große Attraktion (The Big Show)
- 1961: Das kleine Wunder
- 1962: Zahlungsaufschub
- 1962: Seelenwanderung
- 1962: Drei Jungen und ein Mädchen
- 1962: Der Schlaf der Gerechten